# Madathukulam
Madathukulam es una ciudad y nagar Panchayat situada en el distrito de Tirupur en el estado de Tamil Nadu (India). Su población es de 2620 habitantes (2011). Se encuentra a 70 km de Tirupur y a 73 km de Coimbatore.

## Demografía
Según el censo de 2011 la población de Madathukulam era de 20620 habitantes, de los cuales 5772 eran hombres y 5774 eran mujeres. Madathukulam tiene una tasa media de alfabetización del 63,37%, inferior a la media estatal del 80,09%: la alfabetización masculina es del 72,63%, y la alfabetización femenina del 54,18%.